# Cratere Boru
Boru  è un cratere sulla superficie di Marte.